# Trafikplats Fredhäll

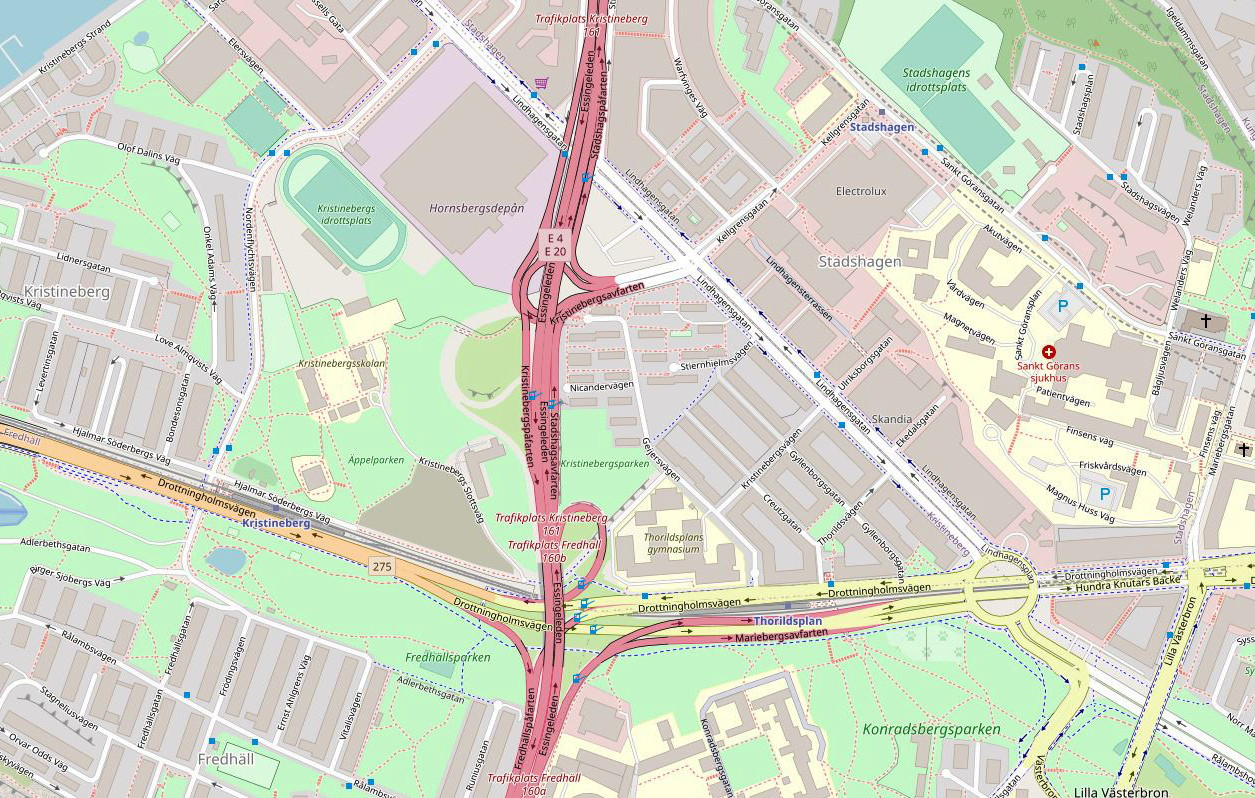
Trafikplatserna Kristineberg och Fredhäll.

Trafikplats Fredhäll, avfartsnummer 160, är en trafikplats på Essingeleden som ligger i Fredhäll på västra Kungsholmen i Stockholm.

## Historik
Trafikplats Fredhäll anlades åren 1963 till 1966 och var vid Essingeledens invigning i augusti 1966 ledens norra avslutning. Det fanns dock under en övergångsperiod en provisorisk ramp som ledde till Lindhagensgatan. Först 1969 invigdes Trafikplats Kristineberg och provisoriet försvann. För att bereda plats åt leden mellan Fredhällstunneln och Fredhälls trafikplats fick man riva en bostadslänga med ett hundratal lägenheter och en del av Viktor Rydbergs gata försvann. Fredhälls folkskola kunde bevaras, men leden stryker tät förbi skolans västra flygel.
Trafikplats Fredhäll leder trafiken till och från Drottningholmsvägen, dock inte norrifrån. Mellan trafikplats Fredhäll och Kristineberg ligger Essingeledens betalstation för trängselskatt. Trafikplatsen utfördes som en treplanskorsning i olika nivåer. Genom den går, förutom Drottningholmsvägen, även tunnelbanans gröna linje. I samband med bygget anlades tre viadukter, en gatuport, sex tunnlar för gång- och cykeltrafik samt en rad stödmurar. Även Drottningholmsvägen och stationen  Thorildsplan krävde en del anpassningar. I projekteringen höll kommunägda Gekonsult.

## Bilder

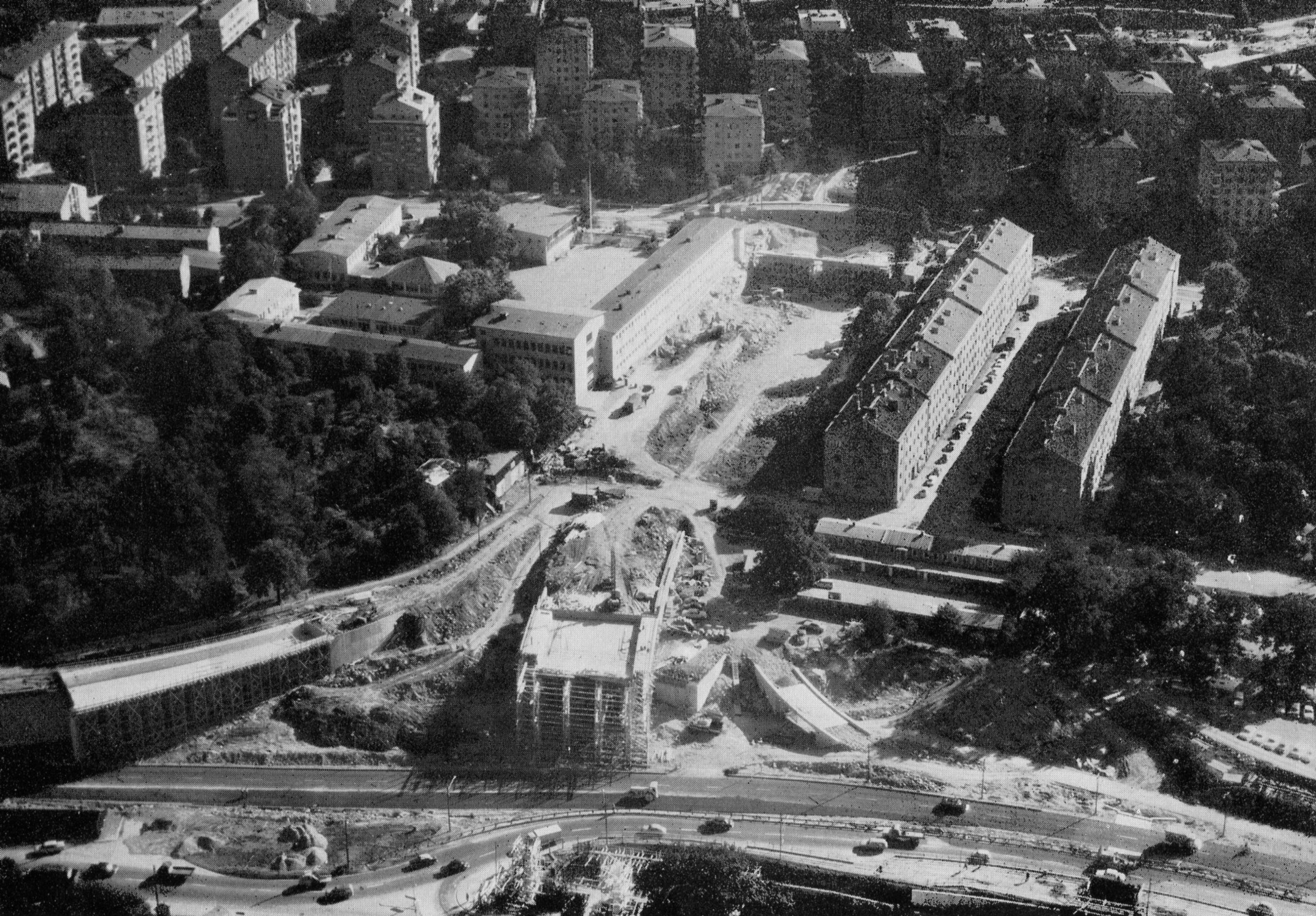
Byggarbeten omkring 1963, vy söderut, Drottningholmsvägen längst fram
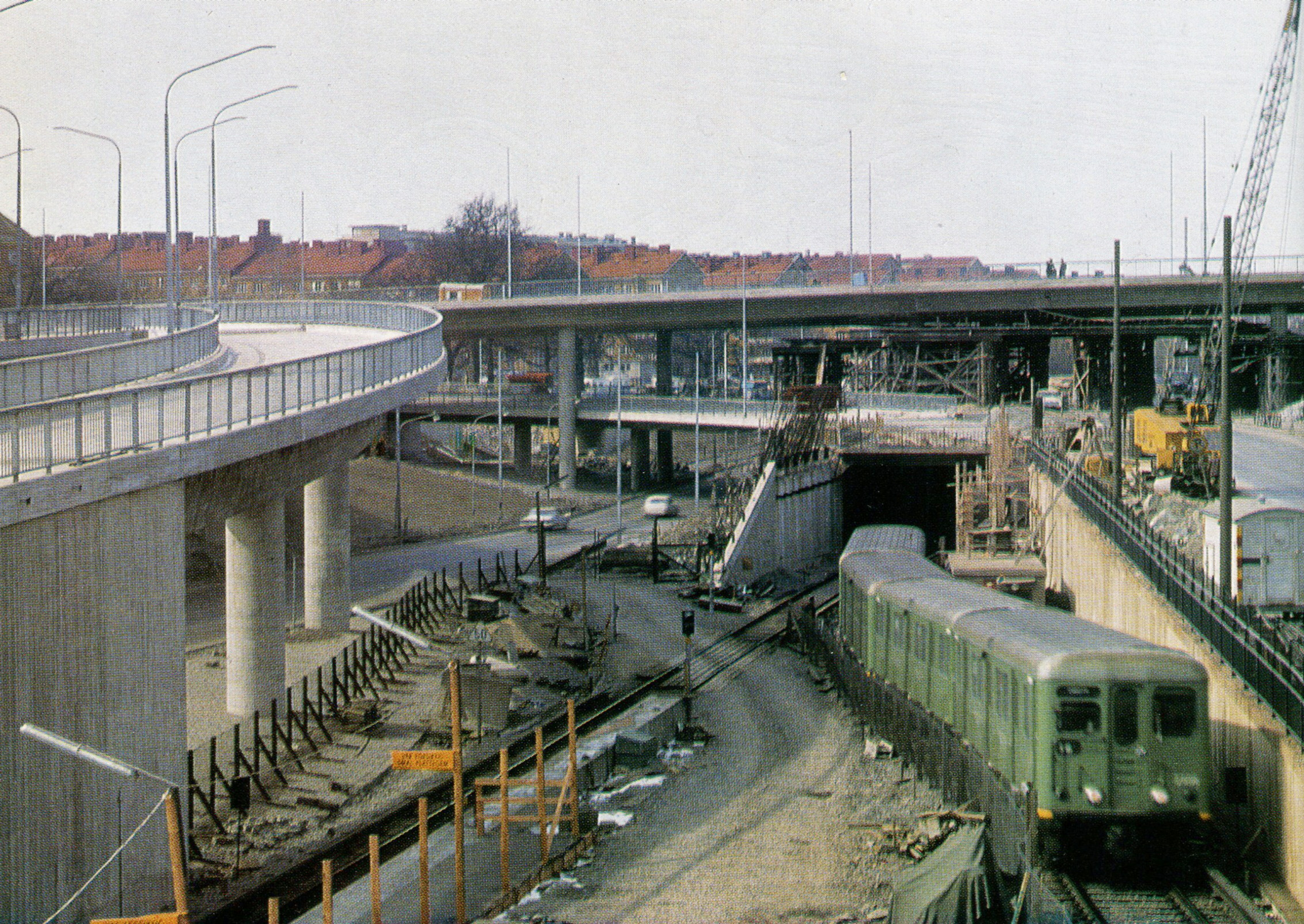
Byggarbeten omkring 1965, tunnelbanan kör genom arbetsområdet.
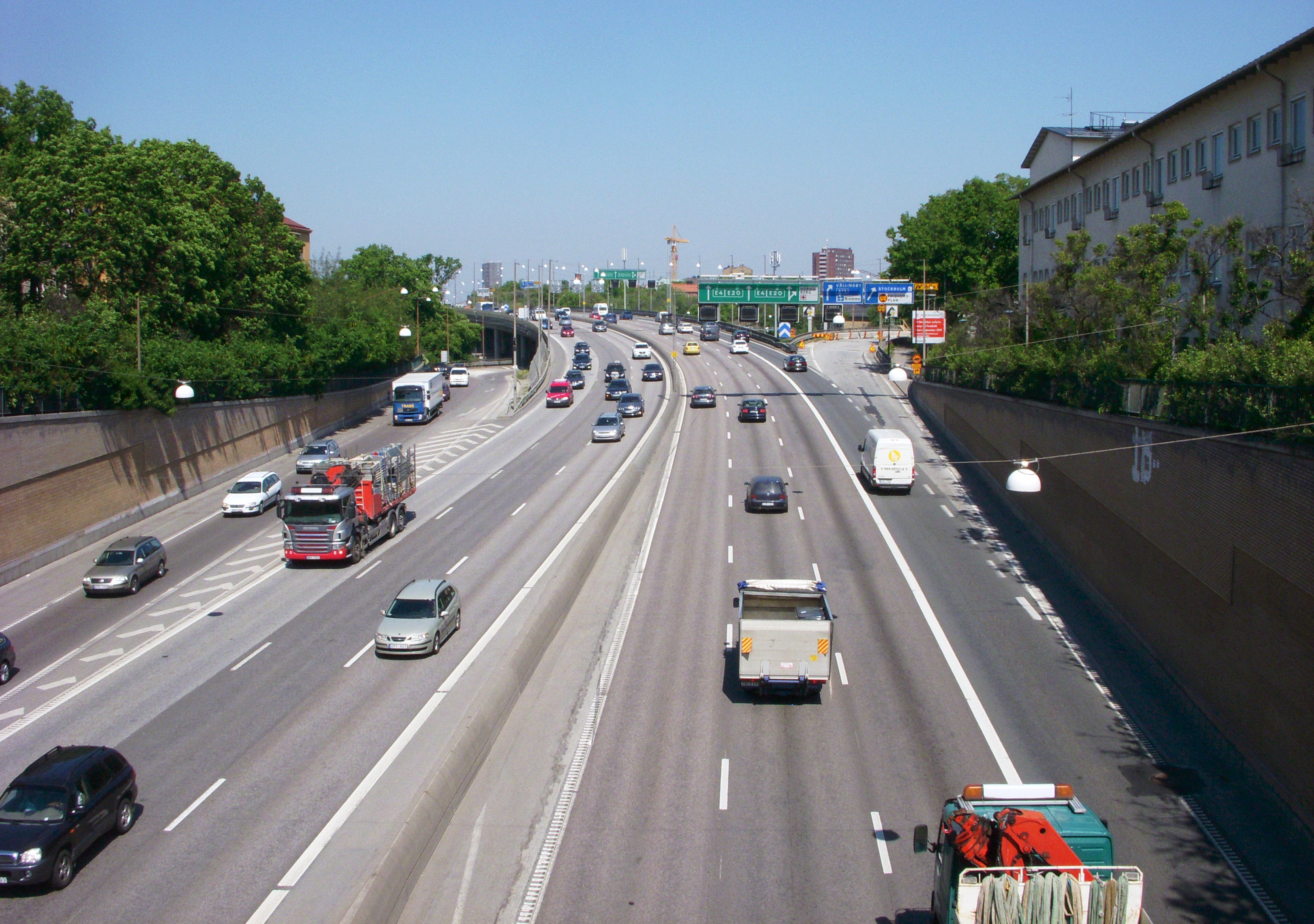
Traftikplatsens på- och avfarter, vy norrut från Rålambsvägen, 2011.
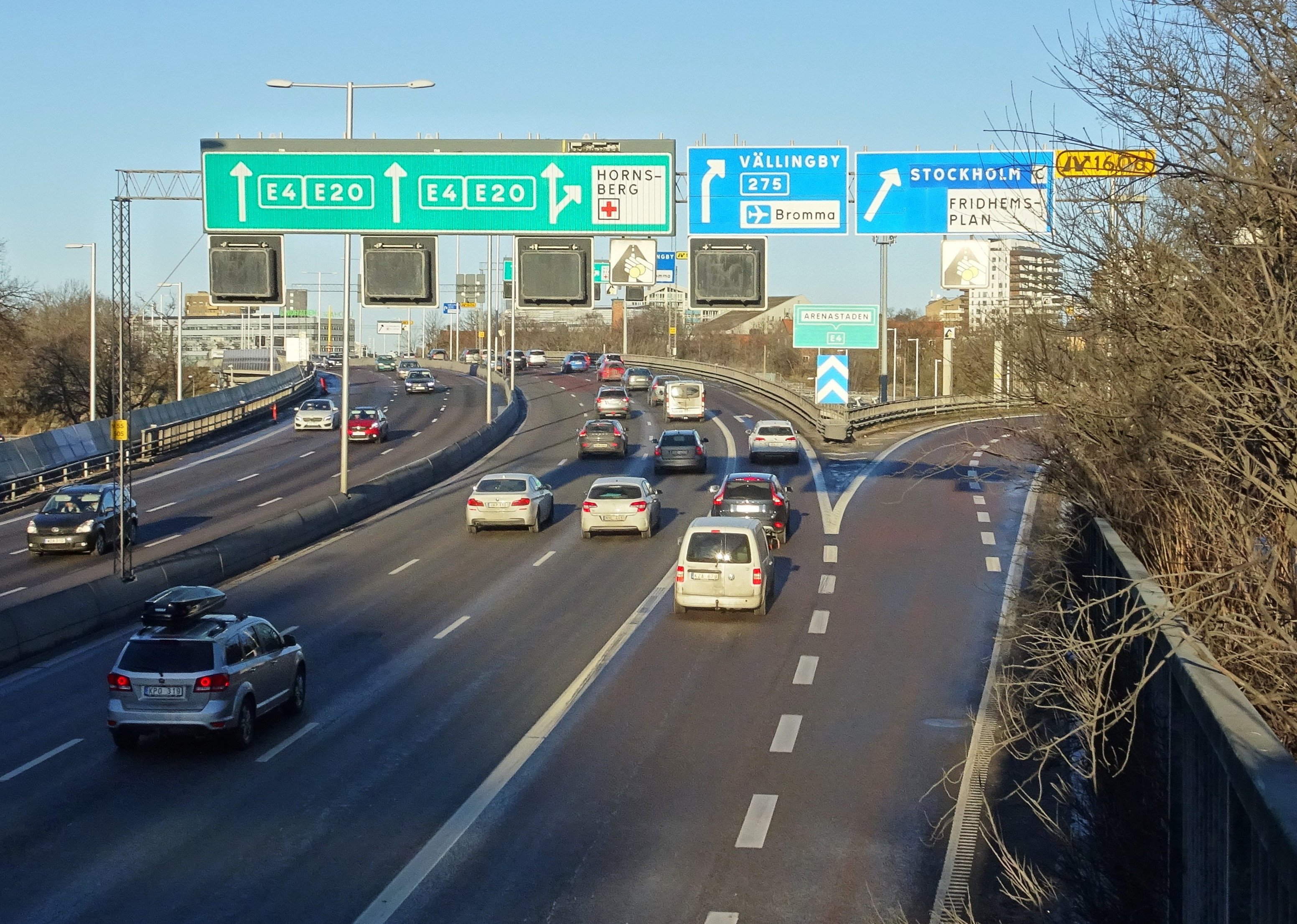
Trafikplatsens avfartsnummer 160, november 2018.

## Essingeledens övriga trafikplatser
Från söder till norr.
- Trafikplats Nyboda
- Trafikplats Nybohov
- Trafikplats Gröndal
- Trafikplats Stora Essingen
- Trafikplats Lilla Essingen
- Trafikplats Kristineberg
- Trafikplats Tomteboda
- Trafikplats Karlberg